# Complejo de Comunicaciones con el Espacio Profundo de Goldstone
El Goldstone Deep Space Communications Complex (GDSCC), comúnmente llamado el Observatorio de Goldstone, es una estación terrestre de satélite ubicada en el desierto de Mojave, cerca de Barstow en el estado estadounidense de California. Operado por el Laboratorio de Propulsión a Chorro de la NASA (JPL), su propósito principal es rastrear y comunicarse con las misiones espaciales. Lleva el nombre de Goldstone, California, un pueblo fantasma minero de oro cercano.
El complejo incluye la Estación de Espacio Profundo Pioneer (también conocida como DSS 11), que es un Monumento Histórico Nacional de los Estados Unidos. El complejo de comunicaciones actual es uno de los tres en la Red del Espacio Profundo (DSN) de la NASA, los otros son el Complejo de Comunicaciones del Espacio Profundo de Madrid en España y el Complejo de Comunicaciones del Espacio Profundo de Canberra en Australia.

## Las antenas[1]
Cinco antenas parabólicas ("parabólicas") grandes están ubicadas en el sitio de Goldstone para manejar la carga de trabajo, ya que en cualquier momento el DSN es responsable de mantener la comunicación con hasta 30 naves espaciales. Las antenas funcionan de manera similar a una antena parabólica doméstica. Sin embargo, dado que las naves espaciales con las que se comunican están mucho más alejadas que los satélites de comunicación que utilizan las antenas parabólicas domésticas, las señales recibidas son mucho más débiles, lo que requiere una antena de mayor apertura para reunir suficiente energía de radio para que sean inteligibles. La antena Cassegrain más grande, de 70 metros (230 pies), se utiliza para la comunicación con misiones espaciales a los planetas exteriores, como la nave espacial Voyager, que, con 21.500 millones de kilómetros, es el objeto más lejano hecho por el hombre de la Tierra. Las frecuencias de radio utilizadas para la comunicación de las naves espaciales se encuentran en la parte de microondas del espectro de radio; Banda S (2.29 - 2.30 GHz), banda X (8.40 - 8.50 GHz) y banda Ka (31.8 - 32.3 GHz). Además de recibir señales de radio de la nave espacial (señales de enlace descendente), las antenas también transmiten comandos a la nave espacial (señales de enlace ascendente) con transmisores de radio de alta potencia alimentados por tubos klystron.
Un objetivo importante en el diseño de la estación es reducir la interferencia con las señales de radio de enlace descendente entrantes debidas al ruido de radio natural y artificial. Se eligió la ubicación remota del Desierto de Mojave porque está lejos de fuentes de ruido de radio hechas por el hombre, como los vehículos motorizados. Los extremos frontales de RF de los receptores de radio en los platos usan masers de rubí, que consiste en una barra de rubí sintético enfriada por helio líquido a 4.5 K para minimizar el ruido introducido por la electrónica.
Cuando no son necesarias para la comunicación de naves espaciales, las antenas Goldstone se utilizan como radiotelescopios sensibles para la investigación astronómica, como el mapeo de los cuásares y otras fuentes de radio celestes; mapeo de planetas por radar, la luna, cometas y asteroides; avistar cometas y asteroides con el potencial de golpear la Tierra; y la búsqueda de interacciones de neutrinos de energía ultraalta en la Luna mediante el uso de antenas de radio de gran apertura.
| Antenas en el complejo    | Antenas en el complejo | Antenas en el complejo                                                                                                |
| Nombre                    | Diámetro               | Descripción |
| ------------------------- | ---------------------- | --- |
| DSS 13 - "Venus"          | 34m                    | Antena de guía de onda de haz (BWG) en el soporte de altazimuth, ubicado en Venus, California. Apertura de ~ 910 m².  |
| DSS 14 - "Mars"           | 70m                    | Reflector de Cassegrain en montaje Alt / Az. Apertura de ~ 3850 m².                                                   |
| DSS 15 - "Uranus"         | 34m                    | Reflector de "alta eficiencia" en montaje Alt / Az                                                                    |
| DSS 24, 25, 26 - "Apollo" | 34 m                   | BWG reflector donde Alt / Az mount                                                                                    |
| DSS 27, 28 - "Gemini"     | 34 m                   | Reflector BWG en montaje Alt / Az de "Alta velocidad"                                                                 |
| DSS 23                    | 34m                    | Nueva antena de guía de onda de haz (BWG) instalada en 2024, diseñada para comunicación por radiofrecuencia y óptica. |